# Vrachiá
Vrachiá är en ort i Grekland.   Den ligger i prefekturen Nomós Thessaloníkis och regionen Mellersta Makedonien, i den norra delen av landet, 300 km norr om huvudstaden Aten. Vrachiá ligger 6 meter över havet och antalet invånare är 638.
Terrängen runt Vrachiá är mycket platt. Runt Vrachiá är det ganska tätbefolkat, med 78 invånare per kvadratkilometer. Närmaste större samhälle är Alexándreia, 17,0 km väster om Vrachiá. Trakten runt Vrachiá består till största delen av jordbruksmark.